# 山中俊治
山中 俊治（やまなか しゅんじ、1957年 - ）は日本のインダストリアルデザイナー。東京大学生産技術研究所教授。

## 来歴
愛媛県出身。エンジニアリングとアートの接点としてのデザインを主軸とし、機構設計までこだわりのあるデザインを多く提案している。千葉工業大学未来ロボット技術研究センター (fuRo) 等のロボットのデザインも手がける。日本産業デザイン振興会グッドデザイン賞審査副委員長、審査委員を歴任。

## 人物
学生時代には東大まんがくらぶに所属し、スポーツ漫画を描いていた。プロの漫画家を目指したこともある。「ものづくりと絵を描くことの中間点」にある仕事としてインダストリアルデザインに興味を持ったという。日産自動車にデザイナーとして入社する際、ポートフォリオを持っていなかったが、学生時代に書き溜めた漫画を見せた。

## 略歴
- 1957年 愛媛県に生まれる
- 1976年 愛光中学校・高等学校卒業
- 1982年 東京大学工学部産業機械工学科卒業[6]
- 1982年 - 1987年 日産自動車エクステリアデザイナー[6]
- 1987年 インダストリアルデザイナーとして独立[6]
- 1991年 - 1994年 東京大学工学部助教授[6]
- 1994年 - 2013年 LEADING EDGE DESIGN代表[6]
- 2008年 - 2013年 慶應義塾大学政策・メディア研究科教授[6]
- 2014年 東京大学生産技術研究所教授[6]

## 主な作品
- 1987年 O-product (OLYMPUS)
- 1989年 インフィニティQ45（日産自動車）
- 1995年 DrawingBoard (Mac OS 8向け, Apple）- 開発メンバーは、猪股裕一、戸田ツトム、宮崎光弘、須永剛司[7]
- 2000年 tagtype（ニューヨーク近代美術館永久保存品、現在はtakram design engineeringが開発を継続中）
- 2001年  INSETTO（ISSEY MIYAKE、セイコー）
- 2001年 Suica改札機（JR東日本）
- 2002年 morph3（fuRoとの共同開発）
- 2003年 Hallucigenia 01（fuRoとの共同開発）
- 2006年 OXO Kitchen Tools (OXO)
- 2007年 Hall&Hulluc Ⅱ（fuRoとの共同開発）

## 受賞歴
- 2004年 毎日デザイン賞
- 2006年 グッドデザイン賞金賞（OXO社のダイコングレーター）
- 2021年 A’ Design Awardプラチナ賞（CanguRo Mobility Robot。fuRoと共同デザイン）

## エキシビション
- 2005年 -「LEADING EDGE DESIGN展　MOVE」（スパイラルガーデン）
- 2009年 -「骨」展 (21_21 DESIGN SIGHT)

## 主な著書
- 1998年 -『フューチャースタイル』（アスキー出版）
- 1997年 -『人と技術のスケッチブック』シリーズ（太平社）
- 2006年 -『機能の写像』（リーディング・エッジ・デザイン）
- 2011年 -『デザインの骨格』（日経BP社）
- 2012年 -『カーボン・アスリート 美しい義足に描く夢』（白水社）
- 『デザインの小骨話』（日経BP社、2017）
- 『だれでもデザイン 未来をつくる教室』（朝日出版社、2021）

## 出演
- SWITCHインタビュー 達人達「さいとう・たかを×山中俊治」（2019年12月21日、NHK Eテレ）[8]